# Milleluci (singolo Paola & Chiara)
Milleluci è un singolo del duo musicale italiano Paola & Chiara, pubblicato il 15 ottobre 2010 come secondo e ultimo estratto dal settimo album in studio omonimo.

## Descrizione
Il brano è stato scritto da Virginio Simonelli con le stesse Paola e Chiara e, insieme al precedente singolo Pioggia d'estate, ha anticipato la pubblicazione dell'ottavo album (settimo di inediti) delle artiste, anch'esso intitolato Milleluci e uscito il 9 novembre successivo.
Del brano esiste anche la Xmas light version, uscita come singolo promozionale radiofonico nel dicembre 2010. Milleluci è stata inoltre tradotta in lingua spagnola (Mil luces) e pubblicata in versione acustica.

## Video musicale
Il video musicale del brano, per la regia di Cosimo Alemà, è ambientato per le strade di Londra durante le ore notturne e mattutine.

## Tracce
1. Milleluci (Single) – 4:21

Versioni ufficiali
- Milleluci (Thousand lights rmx)
- Milleluci (Xmas light version)
- Milleluci (Ricky Mattioli & John Nello remix)
- Mil luces (Acoustic piano version)

## Formazione
- Paola Iezzi - voce
- Chiara Iezzi - voce
- Andrea Anzaldi - basso, chitarra acustica, chitarra elettrica, percussioni
- Luca Arosio - batteria
- Enrico Bianchi - pianoforte
- Michele Monestiroli - archi
- Pat Simonini - cori

## Classifiche
| Classifica (2010) | Posizione massima |
| ----------------- | ----------------- |
| Italia            | 35                |